# Харченко, Николай Фёдорович
Харченко Николай Фёдорович (род. 21 октября 1939, посёлок совхоза ХТЗ, Чутовский район, Полтавская область, Украина) — советский и украинский учёный в области магнетизма и оптики магнитоупорядоченных систем. Академик НАН Украины (2009). Лауреат Государственной премии Украины в области науки и техники (2004), премии АН СССР и Польской Академии Наук (1987), премии АН УССР имени К. Д. Синельникова (1985).

## Биография
Родился в семье сельских учителей.
Окончил семилетнюю школу в с. Черняковка Чутовского района, Велико-Рублёвскую среднюю школу Котелевского района Полтавской области, Харьковский государственный университет, физико-математический факультет (1960).
В 1961 году пришёл работать в Физико-технический институт низких температур (ФТИНТ) АН УССР. С тех пор его жизнь и научная деятельность связаны с этим институтом. Здесь он учился в аспирантуре и прошёл путь от инженера до заведующего отделом «Оптические и магнитные свойства твёрдых тел».
В 1969 году защитил кандидатскую, а в 1984 — докторскую диссертацию по специальности «физика твёрдого тела».
В 1995 году избран член-корреспондентом НАН Украины по специальности «экспериментальная физика».
С 2009 года — действительный член НАН Украины.

## Научная деятельность
Харченко является специалистом по магнетизму и оптике магнитоупорядоченных систем. Его работы охватывают широкий круг физических проблем.
Результаты исследований Харченко в различных направлениях физики магнетизма твёрдого тела стали существенным вкладом в мировую науку. Среди главных результатов — исследования новых магнитооптических эффектов, которые получили названия «линейный магнитооптический эффект» и «квадратичное магнитное вращение плоскости поляризации света».
Харченко впервые совершил оптическую визуализацию коллинеарных антиферромагнитных доменов, разработал методы их переключения в кристаллах с различной магнитной симметрией и продемонстрировал возможность изготовления антиферромагнитной доменной структуры с заранее заданной конфигурацией.
Академик Н. Харченко — автор и соавтор более 150 научных статей и монографии.

## Ссылка
- Физика и химия твердого тела, т.10, № 4 (2009).— С. 976—977